# Volleybalvereniging Zaanstad 2017-2018
Questa voce raccoglie le informazioni riguardanti il Volleybalvereniging Zaanstad nelle competizioni ufficiali della stagione 2017-2018.

## Organigramma societario
Area direttiva
- Presidente: Harmannus Kruizinga

Area tecnica
- Allenatore: Vincent Pirovano

## Rosa
| N° | Nome            | Ruolo | Data di nascita | Nazionalità sportiva |
| -- | --------------- | ----- | --------------- | -------------------- |
| 1  | Frank Zutphen   | L     | 1984            | Paesi Bassi          |
| 4  | Marijn van Gool | C     | 1989            | Paesi Bassi          |
| 5  | Daniel Hoonhout | C     | 1994            | Paesi Bassi          |
| 7  | Lesley Kef      | S     | 1994            | Paesi Bassi          |
| 9  | Joris Berkhout  | P     | 2 ottobre 1999  | Paesi Bassi          |
| 10 | Kjeld Broekema  | S     | 1995            | Paesi Bassi          |
| 11 | Ferdy Wever     | P     | 1996            | Paesi Bassi          |
| 12 | Erwin Huinen    | O     | 11 aprile 1987  | Paesi Bassi          |
| 13 | Lars de Boer    | S     | 1989            | Paesi Bassi          |
| 14 | Ronald de Boer  | C     | 1989            | Paesi Bassi          |